# جاده ۷۱ ایالات متحده آمریکا
جاده ۷۱ ایالات متحده آمریکا (انگلیسی: U.S. Route 71) یکی از بزرگراه‌های اصلی سیستم بزرگراهی ایالت متحده آمریکا است که به طول ۲۴۶۶ کیلومتر از کروتز اسپرینگز، لوئیزیانا شروع و در مرز آمریکا و کانادا در شهرک فورت فرانسس به پایان می‌رسد. این بزرگراه جنوب آمریکا را به شمال این کشور متصل می‌کند.

## نگارخانه

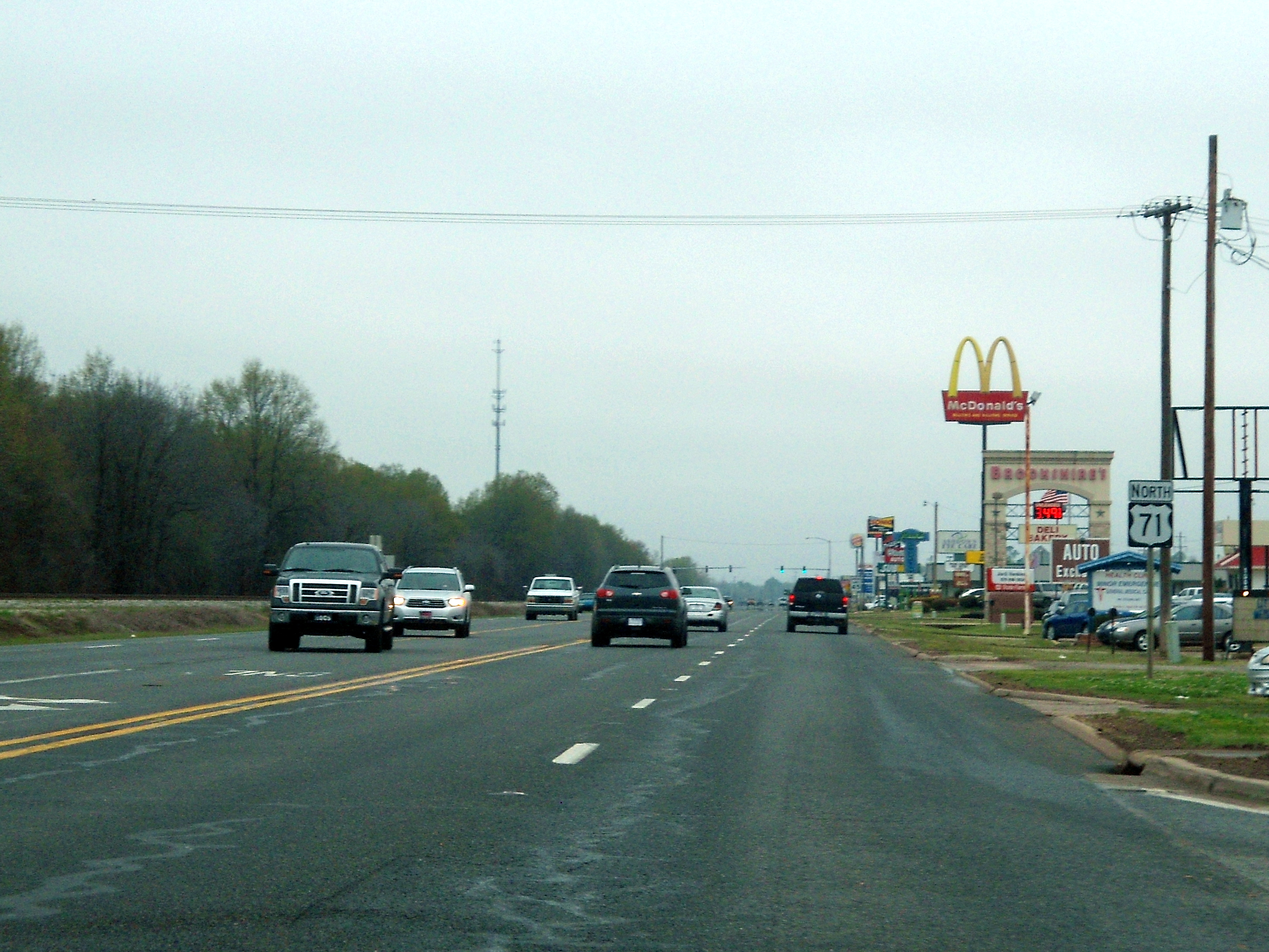
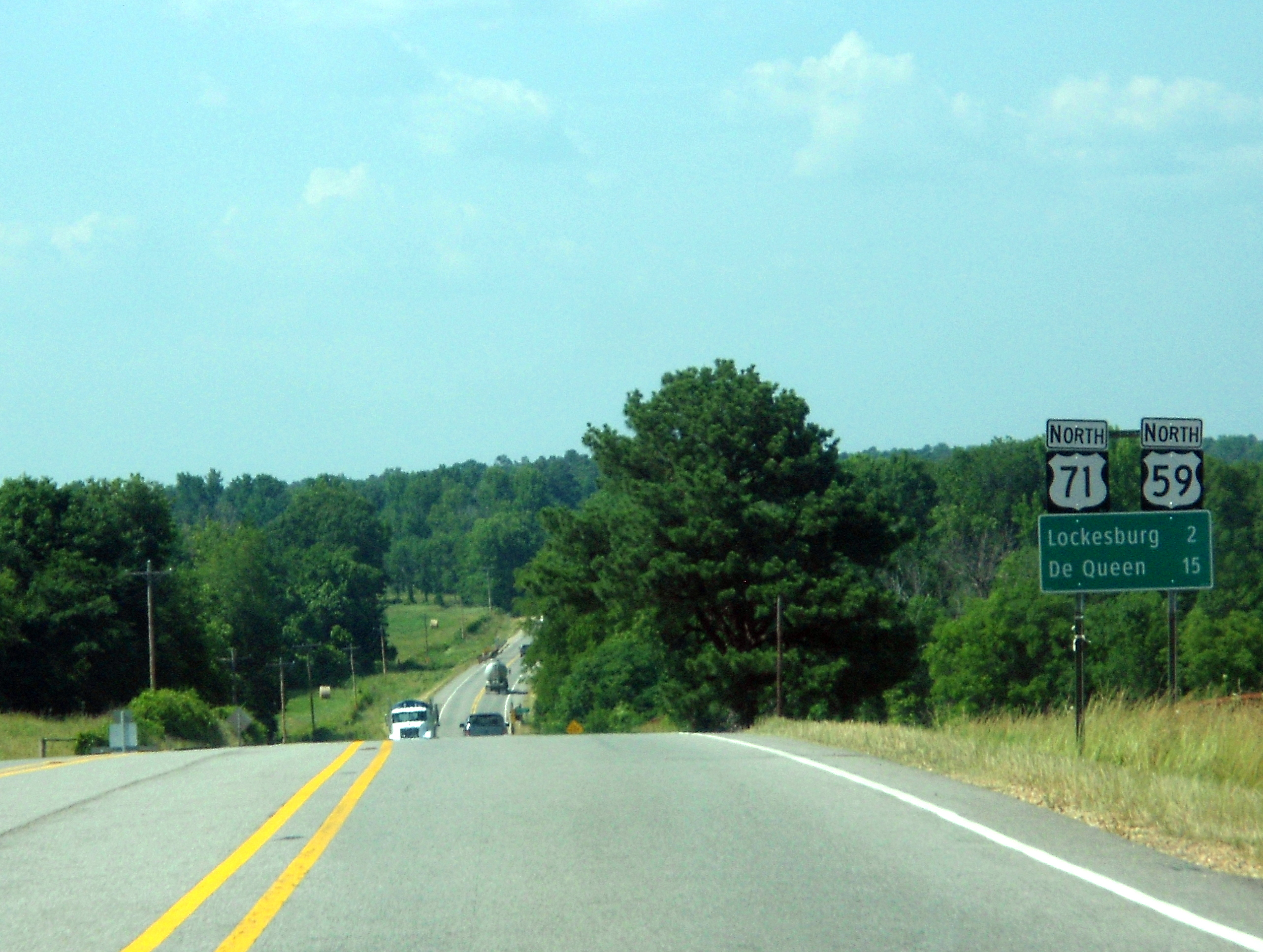
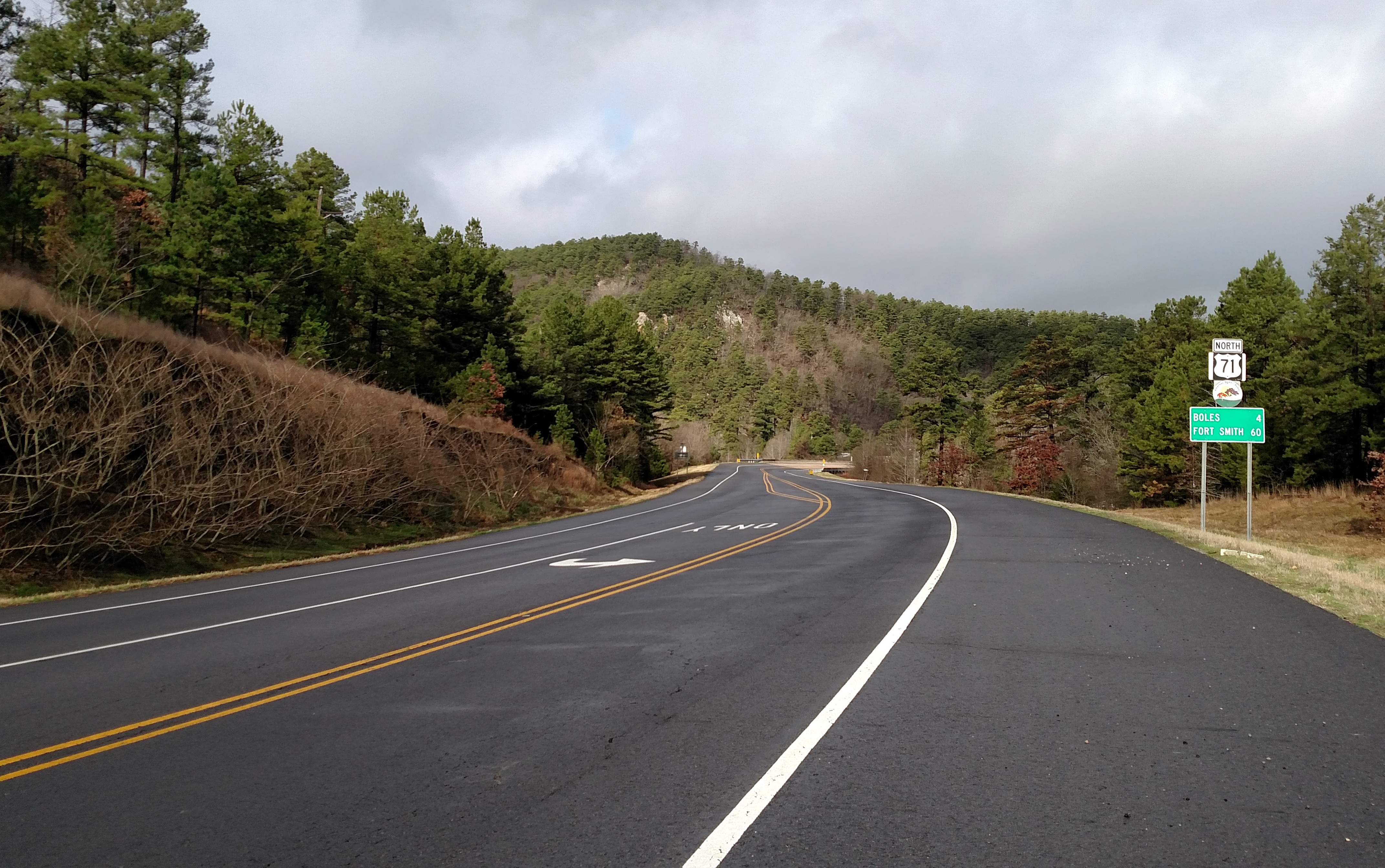
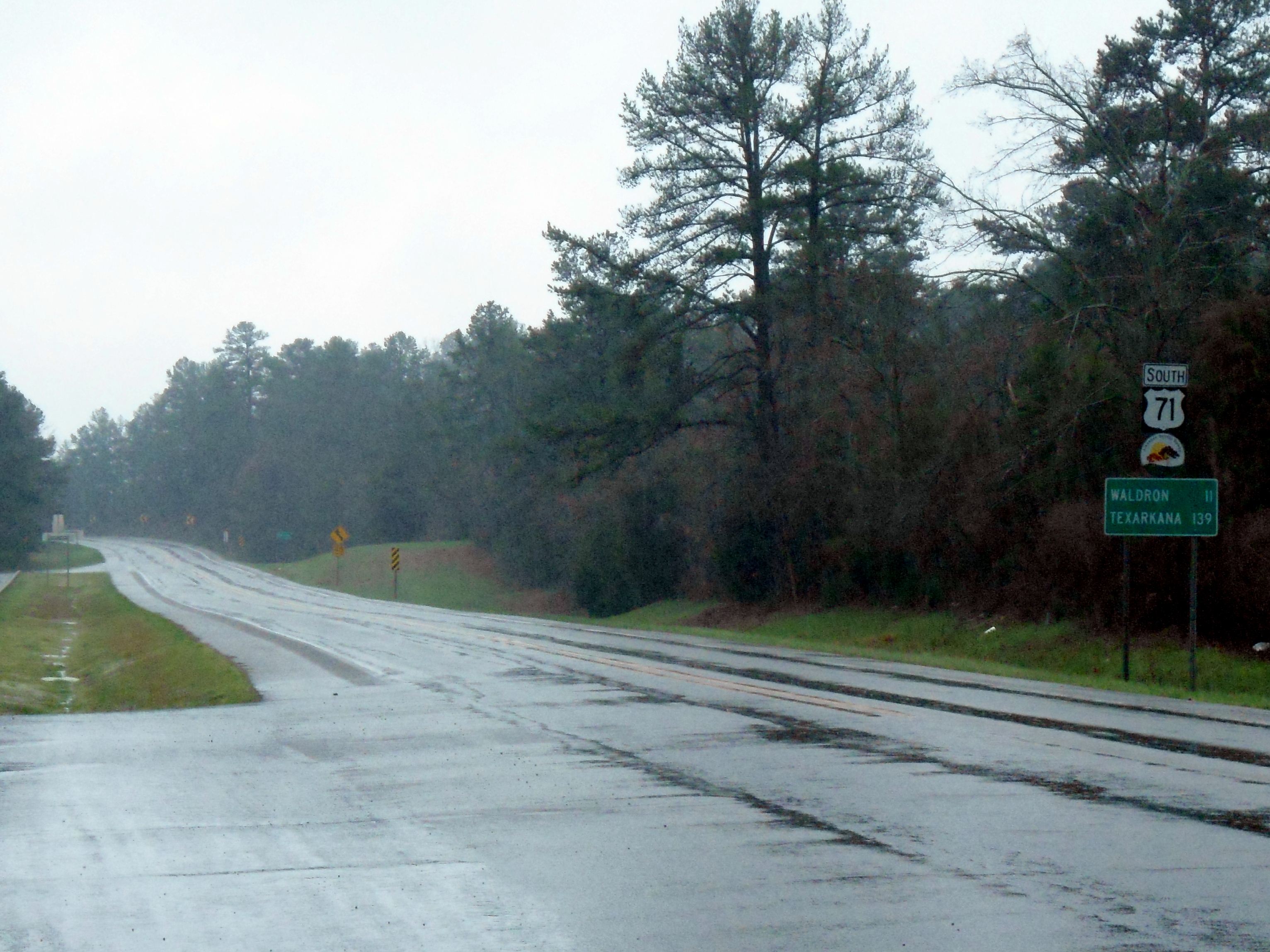